# Heckler & Koch VP9
La Heckler & Koch VP9  es una pistola semiautomática con armazón de polímero. Es conocida bajo la designación SFP9 en Europa.

## Historia

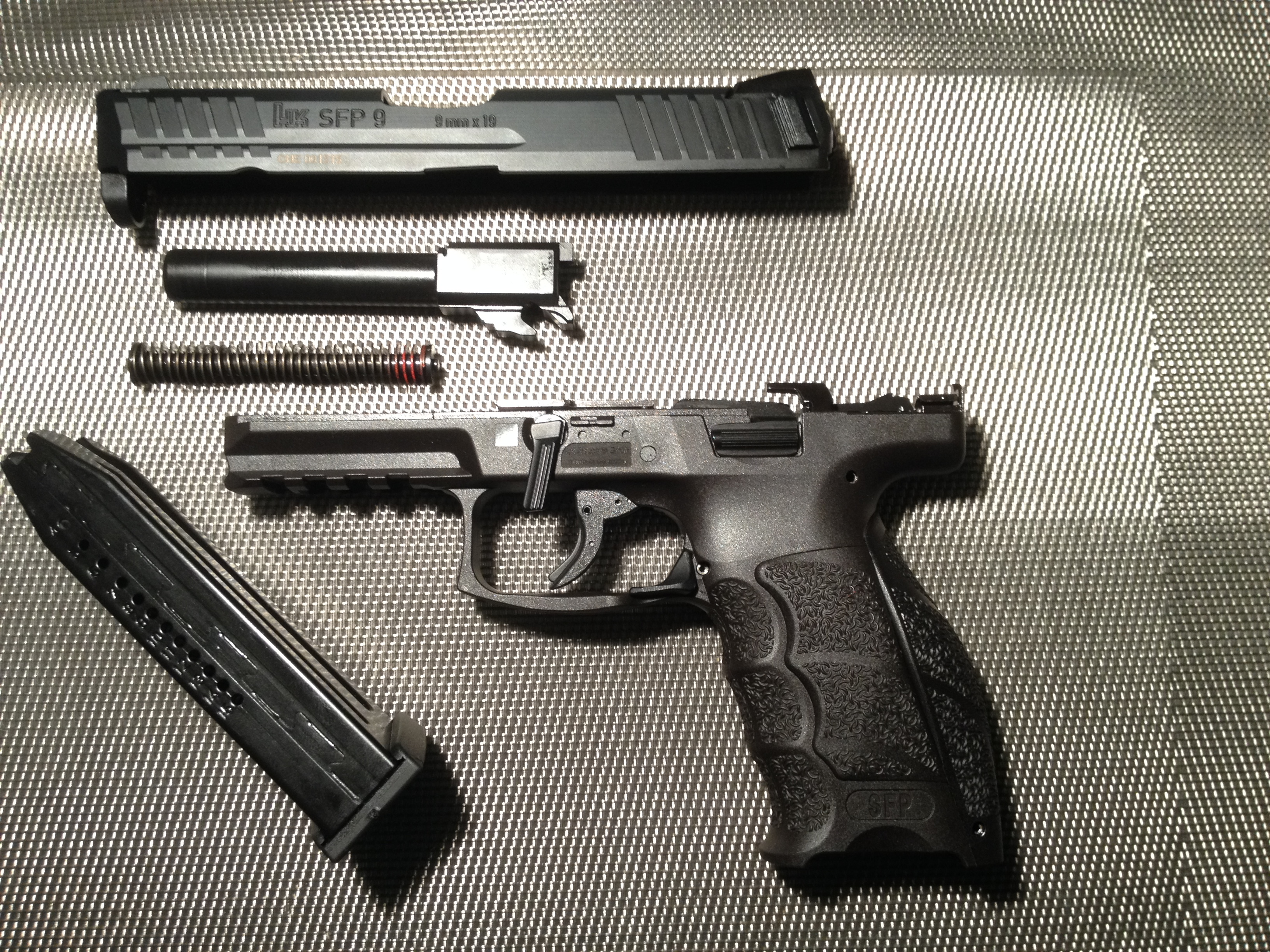
Una HK-SFP9 desarmada.

Según el fabricante, la pistola estuvo en desarrollo por más de cuatro años antes de su lanzamiento en junio de 2014.

## Detalles del diseño
La VP9 posee percusión por aguja lanzada, y presenta un riel Picatinny. La versión europea viene en dos variantes, designadas SFP9-SF y SFP9-TR respectivamente.
Los controles de la VP9 son ambidiestros, con un retén de cargador con botón doble en el guardamonte, y una palanca de cierre de la corredera extendida en el lado derecho. 
El arma cuenta con un indicador de recámara cargada, con una marca roja en el extractor que se puede ver cuando hay un cartucho en la recámara. La posición de la aguja percutora se puede ver por un agujero en la parte trasera de la corredera, que indica si el arma está armartillada o no.
Este modelo de pistola cuenta con tres variantes principales según su tamaño: VP9 (tamaño estándar), VP9SK (tamaño compacto) y VP9L (tamaño largo).